# Brachychiton excellens
Brachychiton excellens är en malvaväxtart som beskrevs av G.P. Guymer. Brachychiton excellens ingår i släktet Brachychiton och familjen malvaväxter. Inga underarter finns listade i Catalogue of Life.